# Projeto MINARET
O Projeto MINARET foi um projeto de espionagem doméstica operado pela Agência de Segurança Nacional (NSA), que, após interceptar comunicações eletrônicas que continham os nomes de cidadãos americanos pré-designados, os repassou a outras organizações governamentais de inteligência e aplicação da lei. As mensagens interceptadas foram disseminadas para o FBI, CIA, Serviço Secreto, Bureau de Narcóticos e Drogas Perigosas (BNDD) e Departamento de Defesa. O projeto era um projeto irmão do Projeto SHAMROCK.